# Trifolium velenovskyi
Trifolium velenovskyi là một loài thực vật có hoa trong họ Đậu. Loài này được Vandas miêu tả khoa học đầu tiên.